# Giacinto Diano
Giacinto Diano (parfois Diana), né le 28 mars 1731 à Pouzzoles et mort le 13 août 1803 à Naples, est un peintre italien. Son frère Vincenzo Diano était également peintre.

## Biographie

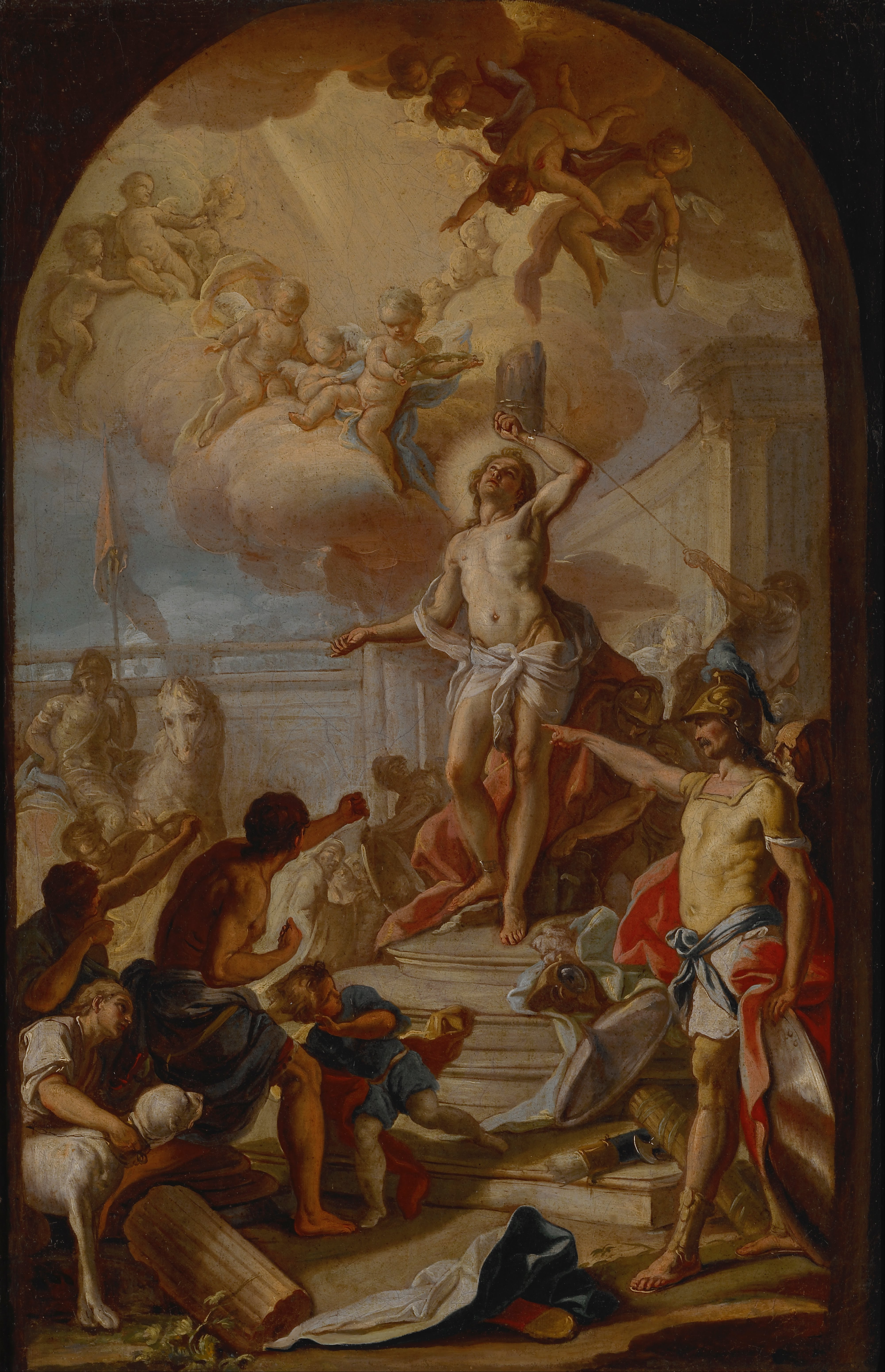
Le Martyre de saint Sébastien, Indianapolis Museum of Art.

Giacinto Diano (dit aussi Giacinto Diana) commence sa carrière à l'atelier de Francesco de Mura (Naples 1696-1782) qui influence ses œuvres de jeunesse. En 1752, il quitte définitivement Pouzzoles pour s'établir à Naples qui connaît alors une époque de grande splendeur artistique et culturelle, grâce notamment au rayonnement de Charles III de Bourbon.

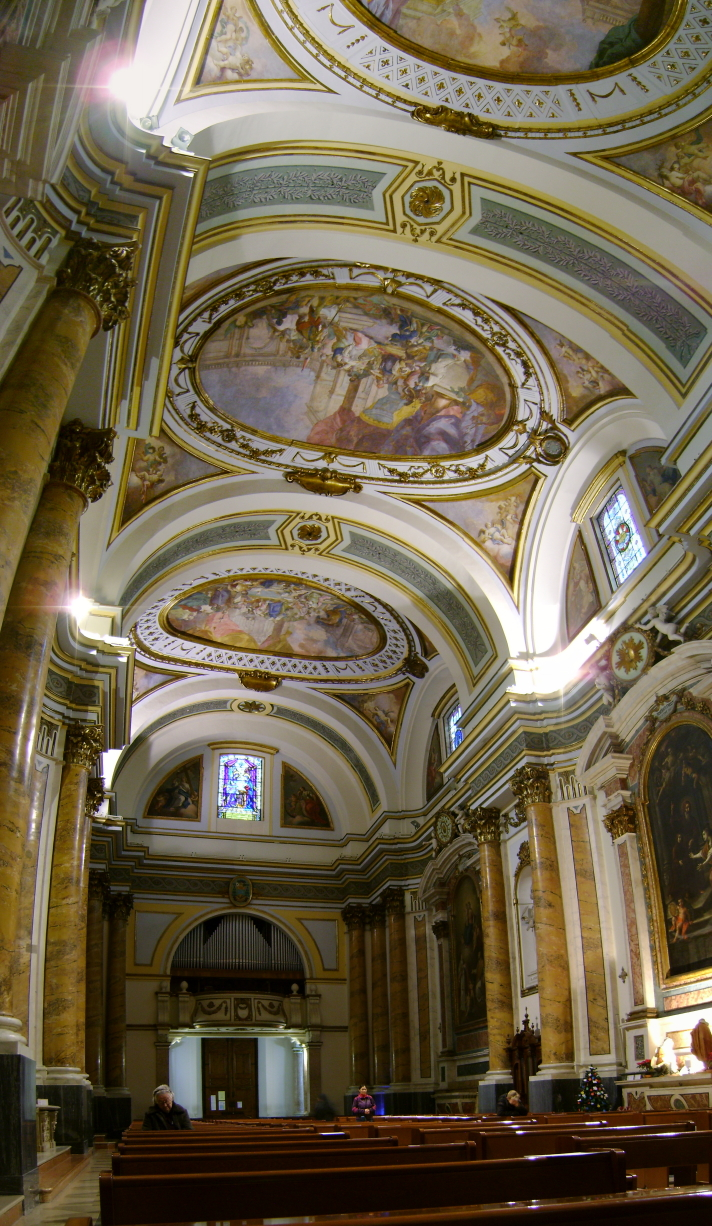
Intérieur de la cathédrale de la Madonna del Ponte de Lanciano : les tableaux et les fresques sont de Giacinto Diano (vers 1793).

Il est nommé 'o Puzzulaniello (le petit Pouzollien), et réussit en peu de temps à se construire une réputation et à se faire un nom dans le panorama artistique de cette époque. En 1773, il est nommé professeur de dessin et maître de peinture à la Reale Accademia di Belle Arti (Académie royale des beaux-arts), où il demeure jusqu'en 1782. Diano est considéré par l'historien d'art Raffaello Causa comme « une des personnalités majeures de Naples dans la seconde moitié du siècle » et souligne sa riche production artistique, dispersée dans diverses localités de l'Italie méridionale et à Naples, dans de nombreuses églises (église de la Pietà dei Turchini, église Sant'Agostino alla Zecca, où il peint en 1773 une Déposition du Christ et pour la sacristie une fresque sur la voûte représentant La Dédicace du Temple de Salomon, église Sant'Agostino degli Scalzi, couvent Sant'Andrea delle Dame, où il peint pour l'église en 1792 la fresque de la voûte représentant Le Triomphe de la Vierge, église Santa Caterina da Siena, église Santa Croce e Purgatorio al Mercato, église San Giuseppe dei Ruffi, où il peint une Crucifixion en 1785, église San Giuseppe Maggiore, église Santa Maria in Portico, église San Nicola alla Carità, où il est l'auteur de deux Scènes de la vie de Tobie, basilique San Pietro ad Aram, où il peint Saint Augustin et Tobie et l'Ange en 1783, église San Pietro Martire, église San Potito, où il peint les deux Miracles de saint Potit en 1784, église de la Santissima Annunziata, église de la Santissima Trinità dei Pellegrini, où il peint en 1778 quatre grandes toiles Le Lavement des pieds, La Piscine probatique, Saint Philippe Néri et ses confrères accueillant les boiteux et Le Lavement des pieds des confrères des Pellegrini et deux fresques L'Extase de saint Philippe Néri et Saint Philippe Néri en gloire, église du Spirito Santo) et plusieurs palais (palazzo Paternò, palazzo Cellammare, palazzo Serra di Cassano, villa Pignatelli, hôpital de la Paix.).
Il a aussi laissé de nombreuses œuvres dans sa ville natale : à la cathédrale, à la chapelle du séminaire diocésain, à Santa Maria delle Grazie. Parmi ses chefs-d'œuvre, l'on peut distinguer les tableaux réalisés entre 1758 et 1760 pour l'église San Raffaele Arcangelo de Pouzolles, transportés à Naples avec d'autres tableaux pendant le bradyséisme de 1983-1984. En 1759, il peint L'Apothéose de saint François de Paule pour la sacristie (réalisée par Luigi Vanvitelli) de la basilique Santa Maria di Pozzano de Castellammare di Stabia. 
Entre 1792 et 1794, il travaille pour la cathédrale de la Madonna del Ponte de Lanciano dans les Abruzzes, où il signe les toiles et les fresques des voûtes et des niches. 
Il termine sa vie dans la pauvreté dans un petit logis de la via Taverna Penta (dans les Quartiers espagnols), où il meurt le 13 août 1803. Il est inhumé en l'église de la confrérie de la Santissima Trinità dei Pellegrini dont il était membre de la confrérie laïque.
Giacinto Diano a formé quelques disciples, comme Gaetano Gigante, de l'école du Pausilippe, dont le fils Giacinto Gigante, représentant majeur de cette école, reçoit le nom de baptême du maître de son père en hommage.